# Comuna Novostavți, Teofipol
Novostavți (în ucraineană Новоставці) este o comună în raionul Teofipol, regiunea Hmelnîțkîi, Ucraina, formată din satele Korovie, Krîvovilka și Novostavți (reședința).

## Demografie
Componența lingvistică a comunei Novostavți
     Ucraineană (98,26%)
     Rusă (1,41%)
     Alte limbi (0,23%)
Conform recensământului din 2001, majoritatea populației comunei Novostavți era vorbitoare de ucraineană (98,26%), existând în minoritate și vorbitori de rusă (1,41%).